# Stenozonium benedictae
Stenozonium benedictae är en mångfotingart som beskrevs av Shelley 1998. Stenozonium benedictae ingår i släktet Stenozonium och familjen koppardubbelfotingar. Inga underarter finns listade i Catalogue of Life.